# Телль-Фехерия
Тель-Фехерия (Тель-Эль-Фехерия), Телль-Фахария — городище на территории Сирии. Городище стоит на реке Хабур в провинции Эль-Хасеке на северо-востоке страны.
Предположительно на месте городища находилась Вашшуканни (Вассокканне, Вашшукканне, Хошкани) — столица хурритского государства Митанни. Город известен по письменным источникам примерно с XVI века до н. э.. Столица процветала около двух столетий. Известно, что город был разграблен хеттами во главе с царём Суппилулиумой I, который сделал царя Митанни Шаттивазу своим данником. Вторично город был разрушен ассирийским царём Адад-нирари I около 1290 года до н. э..
Неподалёку от городища находился ассирийский город Сикан. Есть гипотеза, согласно которой его название соотносится с топонимом Вашшуканни.
Городище обнаружено в 1910-х годах. Раскопки ведутся нерегулярно с 1940-х, регулярно — с 1980-х годов. С 2006 года на месте работала немецко-словацкая команда.